# Acomita Lake (Nouveau-Mexique)
Acomita Lake est une census-designated place (CDP) dans le comté de Cibola, au Nouveau-Mexique. La population s'élevait à 416 habitants au recensement de 2010.

## Géographie
Acomita Lake se trouve dans le nord-est du comté de Cibola, au nord de la réserve Indienne d'Acoma, et à côté de South Acomita Village. Une retenue, le lac d'Acomita, se trouve dans la partie est de la communauté et le Rio San Jose, un affluent du Rio Puerco, suit la limite sud de la communauté.

## Culture
Acomita est mentionnée dans la nouvelle Death Comes for the Archbishop, livre trois chapitre 1, publiée en 1927 par Willa Cather.

## Source
- (en) Cet article est partiellement ou en totalité issu de l’article de Wikipédia en anglais intitulé « Acomita Lake, New Mexico » (voir la liste des auteurs).